# Copa Colsanitas 1999
Copa Colsanitas 1999 — жіночий тенісний турнір, що проходив на відкритих кортах з ґрунтовим покриттям Club Campestre El Rancho у Боготі (Колумбія). Належав до турнірів категорії Tier IVa в рамках Туру WTA 1999. Турнір відбувся вдруге і тривав з 15 до 21 лютого 1999 року.

## Фінальна частина

### Одиночний розряд
Фабіола Сулуага —  Хрістіна Пападакі, 6–1, 6–3
- Для Сулуаги це був 1-й титул за рік і 1-й — за кар'єру.

### Парний розряд
Седа Норландер /  Хрістіна Пападакі —  Лаура Монтальво /  Паола Суарес, 6–4, 7–6(7–5)

## Учасниці

### Сіяні учасниці
| Країна     | Гравчиня           | Рейтинг | Сіяна |
| ---------- | ------------------ | ------- | ----- |
| КНР        | Лі Фан             | 45      | 1     |
| Аргентина  | Флоренсія Лабат    | 75      | 2     |
| США        | Меган Шонессі      | 77      | 3     |
| Аргентина  | Паола Суарес       | 88      | 4     |
| Колумбія   | Фабіола Сулуага    | 90      | 5     |
| Нідерланди | Седа Норландер     | 94      | 6     |
| Аргентина  | Маріана Діас-Оліва | 99      | 7     |
| Німеччина  | Яна Кандарр        | 111     | 8     |

### Інші учасниці
Нижче наведено учасниць, які отримали вайлдкард на участь в основній сітці:
- Маріана Меса
- Каталіна Кастаньйо

Нижче наведено учасниць, що отримали вайлдкард на участь в основній сітці в парному розряді:
- Maria-Adelaida Agudelo /  Дженні Андраде

Нижче наведено учасниць, що пробились в основну сітку через стадію кваліфікації в одиночному розряді:
- Лусіана Масанте
- Роміна Оттобоні
- Селесте Контін
- Крістіна Аррібас

Як щасливий лузер в основну сітку потрапили такі гравц:
- Аліче Канепа

Нижче наведено учасниць, що пробились в основну сітку через стадію кваліфікації в парному розряді:
- Єлена Докич /  Інес Горрочатегі